# Walery Łoziński

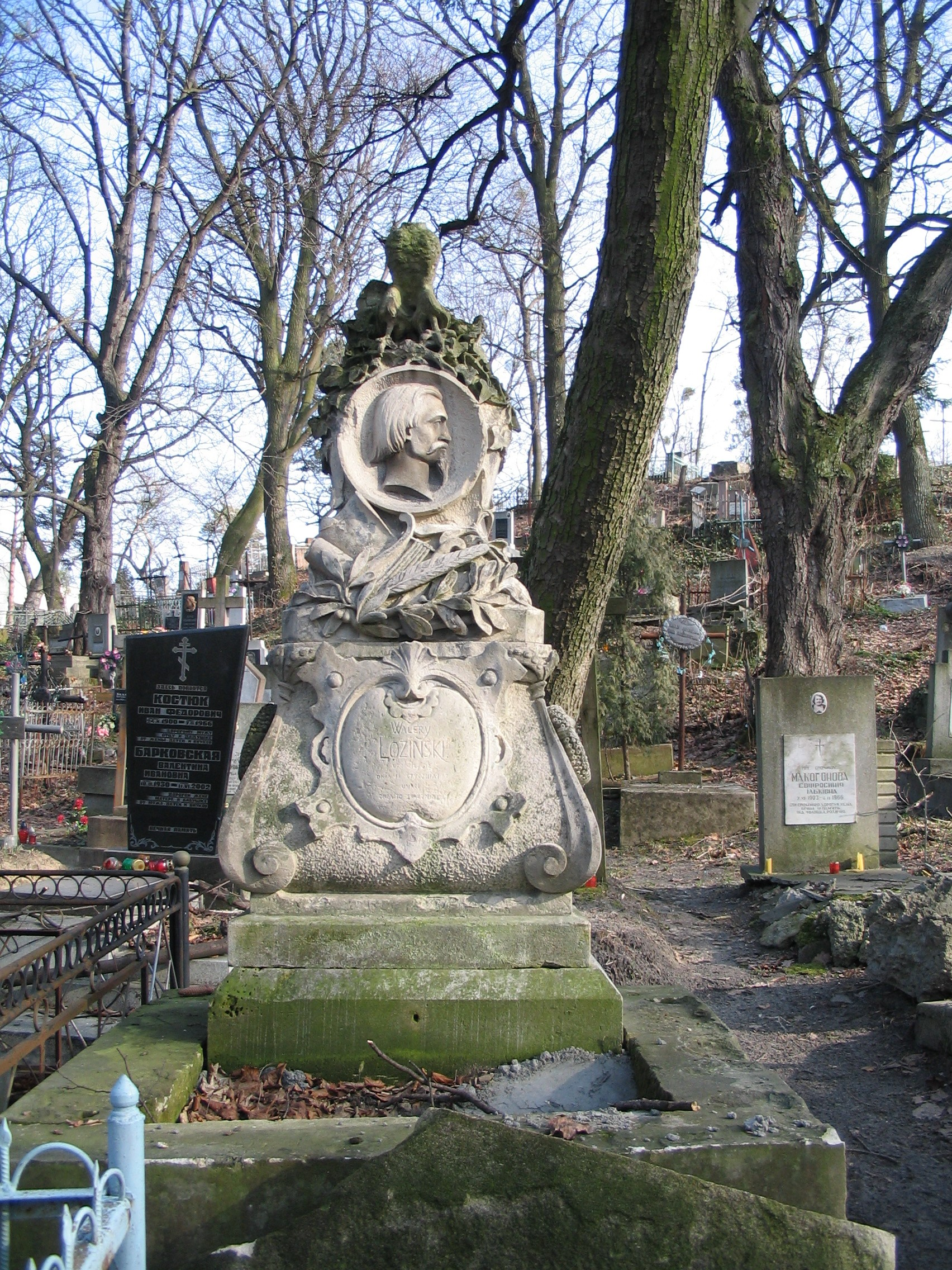
Grób Walerego Łozińskiego na cmentarzu Łyczakowskim we Lwowie (proj. Cyprian Godebski, wyk. Abel Marie Perier)

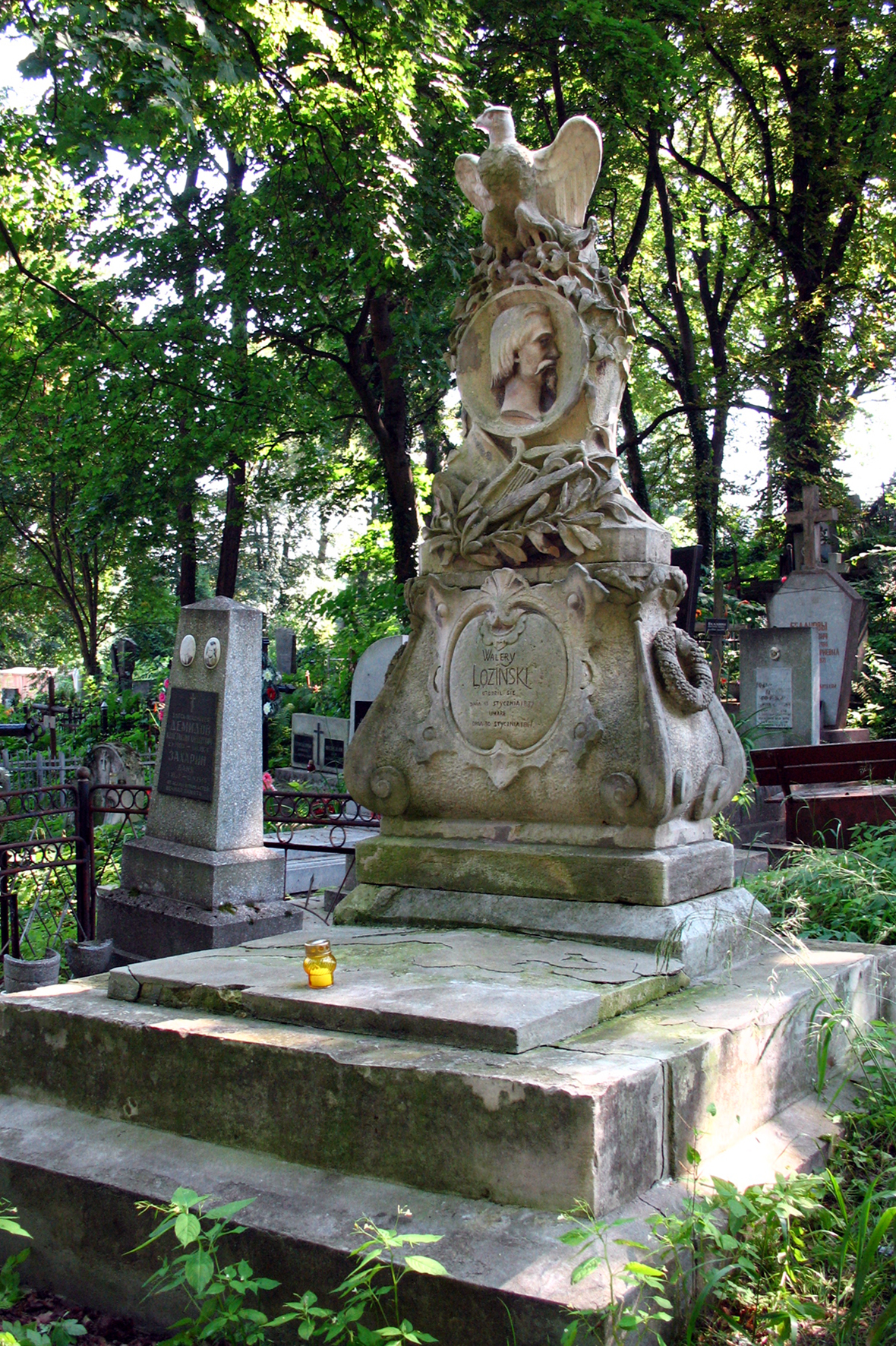
Nagrobek po pracach konserwatorskich z widocznym wizerunkiem zrekonstruowanego orła

Walery Łoziński, ps. „Walenty ze Smolnicy” (ur. 15 stycznia 1837 w Mikołajowie, zm. 30 stycznia 1861 we Lwowie) – polski pisarz i publicysta.

## Życiorys
Pochodził z rodziny drobnoszlacheckiej, syn Waleriana – poczmistrza i mandatariusza oraz Julii z Lewickich. Był bratem Władysława, późniejszego historyka i publicysty, a także kuzynem Karola Szajnochy. Rodzina przeprowadziła się do Smolnicy pod Samborem, uczęszczał do gimnazjum w Samborze, gdzie powstały jego pierwsze wprawki literackie. Pierwszym młodzieńczym utworem literackim, który nie ukazał się drukiem była powieść Kamień w Spasie (Kamień nad Spasem). Za działalność patriotyczną został w 1855 r. wyrzucony ze szkoły z wilczym biletem. Wówczas zaopiekował się nim jego kuzyn, Karol Szajnocha, który znalazł mu posadę w redakcji urzędowej „Gazety Lwowskiej”. Później był redaktorem związanym z grupą „Dziennika Literackiego”. Współredagował czasopismo „Dzwonek”, pisał także do „Czytelni dla Młodzieży”.
Do najbardziej znanych utworów Łozińskiego należą powieści: Zaklęty dwór (pierwsza część zaplanowanej trylogii – ukazała się jeszcze jej druga, mocno okrojona przez cenzurę część Dwie noce), Szlachcic chodaczkowy, Szaraczek i karmazyn, Czarny Matwij. Wszystkie powieści ukazywały się w odcinkach w gazetach lwowskich. Autor wykazał się w nich sporym talentem literackim, łącząc umiejętnie styl gawędy szlacheckiej z wątkami historycznymi, przygodowo-sensacyjnymi i romantycznymi. Poruszał w nich problematykę narodową, sięgając do krwawych wydarzeń z okresu rzezi galicyjskiej 1846 r. i Wiosny Ludów w Galicji. Z tego powodu jego utwory były poddawane ostrej cenzurze zaborcy. Łoziński nie pozostawał dłużny: w swej publicystyce na tyle, na ile mógł, atakował austriackie porządki i stojących na ich straży urzędników.
Dzięki swej twórczości Łoziński zyskał we Lwowie spory rozgłos i uznanie, również wśród miejscowej bohemy. Przyjaźnił się z literatem Brunonem Bielawskim. Był też znany ze swej porywczości, z zamiłowania do libacji i awantur, a od pewnego momentu – również do pojedynków. Głośnym echem odbił się w Galicji w lutym 1860 r. jego niedoszły pojedynek z porucznikiem armii cesarskiej, Thelemem. 10 stycznia 1861 Łoziński stanął do pojedynku na szable z Karolem Cieszewskim – znanym i popularnym dziennikarzem lwowskim, swoim kolegą redakcyjnym z „Czytelni dla Młodzieży”. Poszło o kobietę – pracującą również w redakcji Anielę Przyłęcką. Łoziński został ranny w skroń i zmarł niespełna trzy tygodnie później na skutek pourazowego zapalenia opon mózgowych i zakażenia krwi (otworzyła mu się stara rana z poprzedniego pojedynku z Janem Dobrzańskim). Na krótko przed śmiercią do pisarza dotarła wiadomość o śmierci w pojedynku w Jassach przyjaciela – pisarza i poety Brunona Bielawskiego. Literat, mocno zadłużony, został pochowany na koszt miasta. Jego pogrzeb, który odbył się 2 lutego, stał się wielką manifestacją patriotyczną, w której uczestniczyła cała polska inteligencja Lwowa. Nagrobek Łozińskiego został ufundowany m.in. dzięki sprzedaży egzemplarzy powieści Czarny Matwij, zachował się na Cmentarzu Łyczakowskim (pole 43, w pobliżu ul. Banacha).
Jego burzliwe życie opisał Adam Bar w książce Zapomniany powieściopisarz lwowski.

## Twórczość
- Bakałarz i druciarz (komedia) (1860)[3]
- Czarny Matwij: powieść z życia ludu górskiego (lub: powieść góralska) (1860)
- Dwie nocy: powieść (1892)
- Gawędy i powieści Brunona Bielawskiego i Walerego Łozińskiego. Lwów: Nakładem Macierzy Polskiej, 1899, s. 157. OCLC 292148166. zawiera opowiadania Walerego Łozińskiego: Hau! Hau! Hau!, czyli jak Michaś student zaszczekał a młynarz Czmiel uciekał, Jak zezowaty Mosiek wyszedł na spółce z Walkiem Kuternogą, Cudowne drogi Opatrzności, Laska zaczarowana, Łaska Boża, Łaskawy chleb, Trafiła kosa na kamień, Pan Niezapominaj, Bartek Połatajko.
- Ludzie z pod słomianej strzechy - spisał na przykład prostemu ludowi Walenty ze Smolnicy. Lwów: Drukarnia Zakładu Narodowego im. Ossolińskich, 1861, s. 117. OCLC 292126868.
- Niebezpieczny człowiek i Verbum nobile (komedia w jednym akcie z czasów Stanisława Augusta oryginalnie napisana): dwie komedie. Lwów: Nakładem Karola Wilda, 1866, s. 36. OCLC 76255543.
- Pisma humorystyczne (1900)
- Pisma pomniejsze Walerego Łozińskiego. Z życiorysem autora. Lwów: Nakładem Karola Wilda, 1865, s. 497. OCLC 33031019. zawierające m.in.: Starsza siostra Zygmunta Augusta, Michałko, Felicjan Łobeski, Żaby, Kłopoty powieściopisarza, Lutnia Wajdeloty, Pan Skarbnik Drohorucki, Proces o dziwotwór, Człowiek bez sumienia, Sąsiadka, Niezawodne lekarstwo, Ostatni środek, Jenerała Gordona pamiętnik (o pobycie w Polsce od r. 1651 do r. 1661), życiorys autora[4].
- Szaraczek i karmazyn. Powieść w 2 częściach - część 1. Lwów: Nakładem Karola Wilda, 1859, s. 186. OCLC 69485839.
- Szaraczek i karmazyn. Powieść w 2 częściach - część 2. Lwów: Nakładem Karola Wilda, 1859, s. 198. OCLC 69485839.
- Szlachcic chodaczkowy (1857)
- Zaklęty dwór: powieść w dwóch tomach (1859)

## Literatura
- Adam Bar: Zapomniany powieściopisarz lwowski. Lwów: Wydawnictwo Zakładu Narodowego im. Ossolińskich, 1931, s. 105. OCLC 21846116.
- Wilhelm Bruchnalski: Walery Łoziński - przyczynki do biografi i listy. Lwów: Wydawnictwo Zakładu Narodowego im. Ossolińskich, 1925, s. 21. OCLC 445488573.